# Centerville (Carolina del Sud)
Centerville és una concentració de població designada pel cens dels Estats Units a l'estat de Carolina del Sud. Segons el cens del 2000 tenia 5.181 habitants.

## Demografia
Segons el cens del 2000, Centerville tenia 5.181 habitants, 2.057 habitatges i 1.561 famílies. La densitat de població era de 340,2 habitants/km².
Dels 2.057 habitatges en un 32,6% hi vivien nens de menys de 18 anys, en un 63% hi vivien parelles casades, en un 9,4% dones solteres, i en un 24,1% no eren unitats familiars. En el 20,5% dels habitatges hi vivien persones soles el 6,6% de les quals corresponia a persones de 65 anys o més que vivien soles. El nombre mitjà de persones vivint en cada habitatge era de 2,52 i el nombre mitjà de persones que vivien en cada família era de 2,92.
Per edats la població es repartia de la següent manera: un 24,1% tenia menys de 18 anys, un 8% entre 18 i 24, un 29,3% entre 25 i 44, un 26% de 45 a 60 i un 12,6% 65 anys o més.
L'edat mediana era de 37 anys. Per cada 100 dones de 18 o més anys hi havia 91,9 homes.
La renda mediana per habitatge era de 43.764 $ i la renda mediana per família de 50.496 $. Els homes tenien una renda mediana de 36.358 $ mentre que les dones 25.208 $. La renda per capita de la població era de 21.534 $. Entorn del 6,1% de les famílies i el 8,4% de la població estaven per davall del llindar de pobresa.

## Poblacions més properes
El següent diagrama mostra les poblacions més properes.